# Madona Ochranitelka z Kostelce nad Ohří

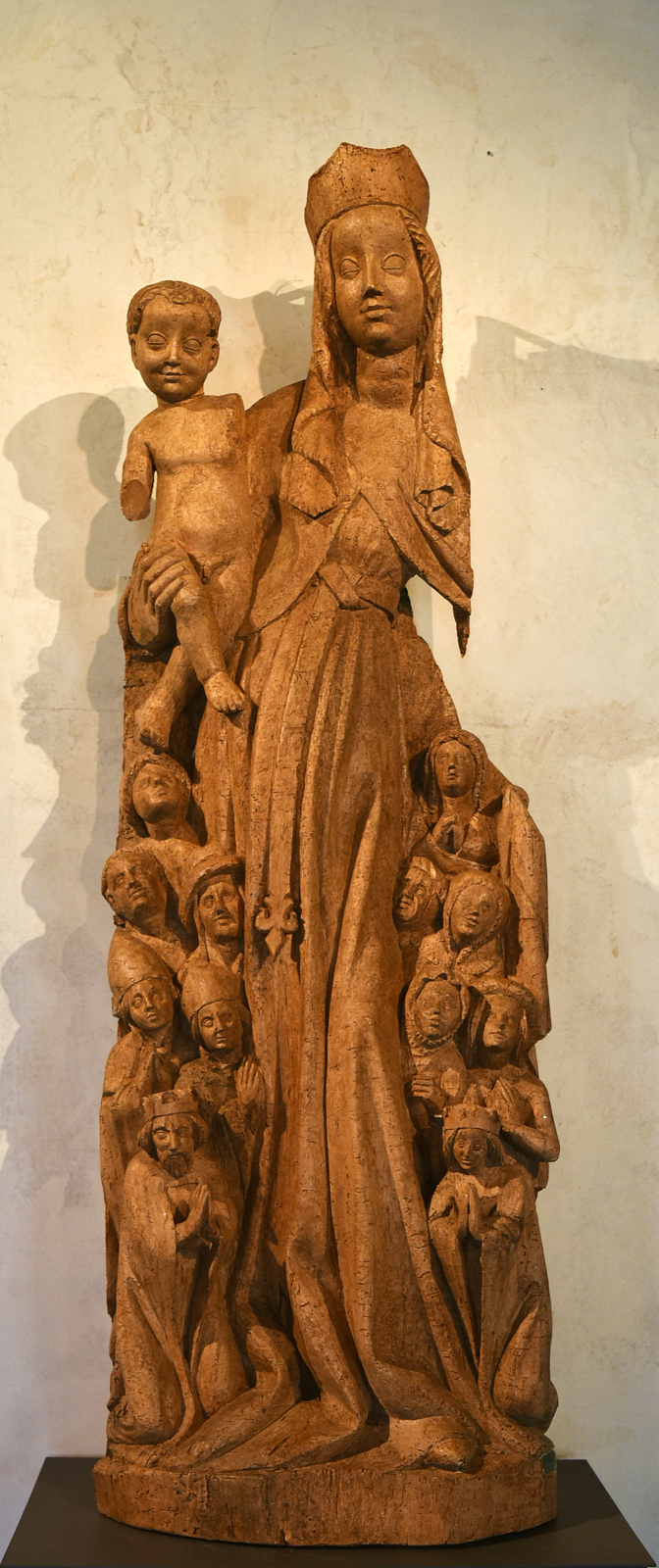
Madona Ochranitelka z Kostelce nad Ohří (kolem 1430), Národní galerie v Praze

Madona Ochranitelka z Kostelce nad Ohří (kolem 1430) je v českém středověkém sochařství vzácně dochovaným příkladem tohoto ikonografického typu na našem území. Je vystavena ve stálé expozici středověkého umění Národní galerie v Praze.

## Původ sochy
Legenda o Mariině ochranném plášti pochází z Konstantinopole 10. století, kde byla tato relikvie uchovávána jako ochrana města před útočníky. V germánském prostředí původní význam legendy vyhovoval právní představě, že viníkovi může poskytnout azyl plášť urozené dámy. V lidové zbožnosti byl Bůh Otec trestajícím soudcem, před jehož hněvem mohla ochránit přímluva Panny Marie, zobrazovaná jako záštita jejím pláštěm.
Motiv Panny Marie jako ochranitelky věřících se ve výtvarném umění objevil již ve 13. století (prapor římského mariánského bratrstva z roku 1267) a rozšířil na přelomu 14. a 15. století. Jedno z prvních sochařských děl, zobrazující Pannu Marii jako Ochranitelku, pochází z roku 1370 a má souvislost s morovou epidemií z let 1348-1350. Sochy Madony Ochranitelky z poloviny 14. století jsou známé ze Švábska (Augsburg, Gmünd), ale sochy Madony Ochranitelky s Ježíškem pocházejí až z období pozdního krásného slohu (Rottweil, Steiermark ve Štýrsku).
V českém prostředí se tento ikonografický motiv objevil nejprve v nástěnné malbě (Johanitská komenda ve Strakonicích, 1340, kostely sv. Petra a Pavla v Dalešicích a sv. Jiljí v Kobeřicích) a deskovém malířství (Roudnický oltář, 1420). V Čechách jsou známy pouze tři sochy s tímto vyobrazením. 
Socha patrně pochází z gotického kostela sv. Petra a Pavla v Kostelci nad Ohří, založeného roku 1377. Podací právo ke kostelu v Kostelci nad Ohří měli v té době katoličtí Zajícové z Hazmburka. Motiv Panny Marie jako ochranitelky se stal v katolickém prostředí populární zejména v období doznívání husitských válek. Po zřícení kostela v 18. století byla Madona přenesena na boční oltář do nově postaveného barokního kostela v Kostelci. Od roku 2009 je z římskokatolické farnosti Budyně zapůjčena do expozice v Národní galerii v Praze.

## Popis a zařazení
Plnoplastická dřevěná socha, výška 154 cm, šířka 55 cm, hloubka 19 cm, vzadu vyhloubená. Sochu restauroval roku 1963 Jiří Tesař. Během  restaurování roku 2013, které provedla Marie Třeštíková, byly sejmuty nepůvodní vrstvy polychromie až na dřevo a odstraněny pozdější doplňky - levá ruka Panny Marie, ruce Ježíška a část niky pláště pod pravou rukou Panny Marie. Byla tak odhalena kvalita řezby, která navazuje na milostné Madony konce 14. století a ve snaze zachytit individualizované rysy prosebníků se přibližuje naturalismu.
Štíhlé a silně protáhlé tělo Panny Marie je zachyceno v esovitém prohnutí, s předkročenou a mírně ukročenou levou volnou nohou. Chybějící levá ruka patrně přidržovala rozevřený plášť. Pod ním jsou po obou stranách ukryty klečící postavy s rukama sepnutýma k modlitbě, seřazené podle jejich funkce. Na významnější pravé straně je klečící král a nad ním v reliéfu papež, biskup, kardinál, mnich a patrně měšťan jako zástupce světského stavu. Na levé straně klečí královna a nad ní mladá dívka (šlechična ?), vdova a tři zástupkyně blíže neurčených světských stavů. Socha tak představuje typ mater omnium, chránící všechny vrstvy středověké společnosti.  
Líbezná oválná tvář Panny Marie s vysokým čelem, noblesní labutí krk a ladné prohnutí navazuje na řezbářské dědictví krásného slohu. Madona má široce otevřené oči, kratší štíhlý nos a plné rty. Obličej rámují tuhé vlasy a delší rouška s cípy sahajícími až na hruď. Spodní šat je vysoce přepásán a konec pásku, spadající ke kolenům, je zakončen lilií. Vertikalita a systém záhybů drapérie s dlouhými paralelními řasami řadí sochu do souvislosti s pozdním dílem Mistra Týnské Kalvárie (Bolestná Panna Marie z Krupky). Obličejové typy madony a Ježíška mají paralely v řezbářství 14. století a reprodukují starší typ Madony, pravděpodobně z okruhu Mistra Madony ze Žebráku. Podle Antonína Lišky představuje socha přechodnou vývojovou fázi gotického řezbářství, směřující k větší epičnosti.
Neoděný Ježíšek, tělem natočený k divákovi, je přidržován rukou a předloktím na pravém vysunutém boku Madony. Má překřížené nohy a mírným esovitým prohnutím se jeho hlava přiklání k matce. Před odstraněním pozdějších doplňků během restaurování Ježíškova pravá ruka žehnala věřícím, v levé patrně svíral sféru nebo jablko. Jeho tvář opakuje v dětské variantě základní rysy matčina obličeje. Nejbližší paralelu k tvářím Madony a Ježíška představuje Madona z Kozojed, připisovaná okruhu děl Mistra madony ze Žebráku. Kromě kostelecké Madony Ochranitelky je známa jediná další socha s Ježíškem umístěným na pravé ruce - v poutním kostele ve Frauenberku u Admontu.

### Příbuzná díla
- Madona z Kozojed
- Madona Ochranitelka (Schutzmantelmadonna), Dóm v Augsburku
- Madona Ochranitelka (Schutzmantelmadonna), portál kostela sv. Kříže v Gmündu
- Madona Ochranitelka (Schutzmantelmadonna), Cáchy (Meister Hartmann, kolem 1420)[10]
- Madona Ochranitelka (Schutzmantelmadonna), Frauenberg u Admontu

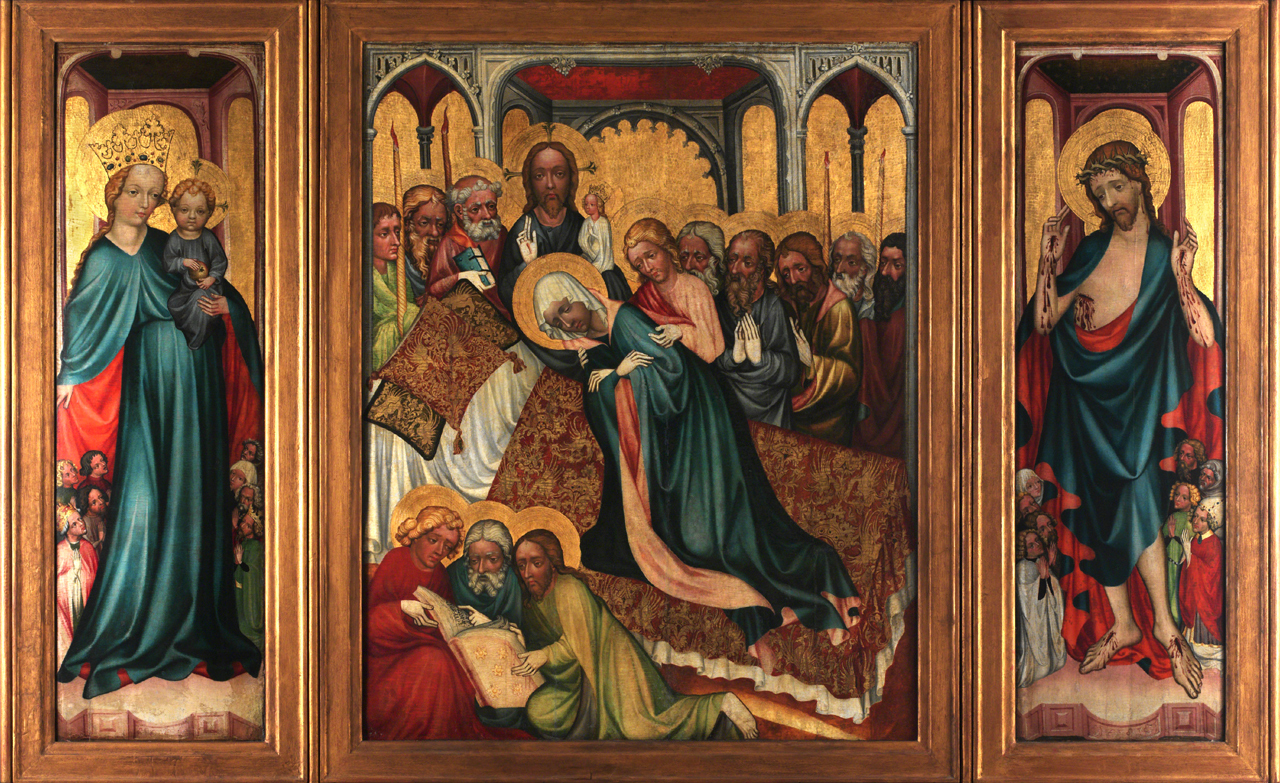
Roudnický oltář, Národní galerie v Praze
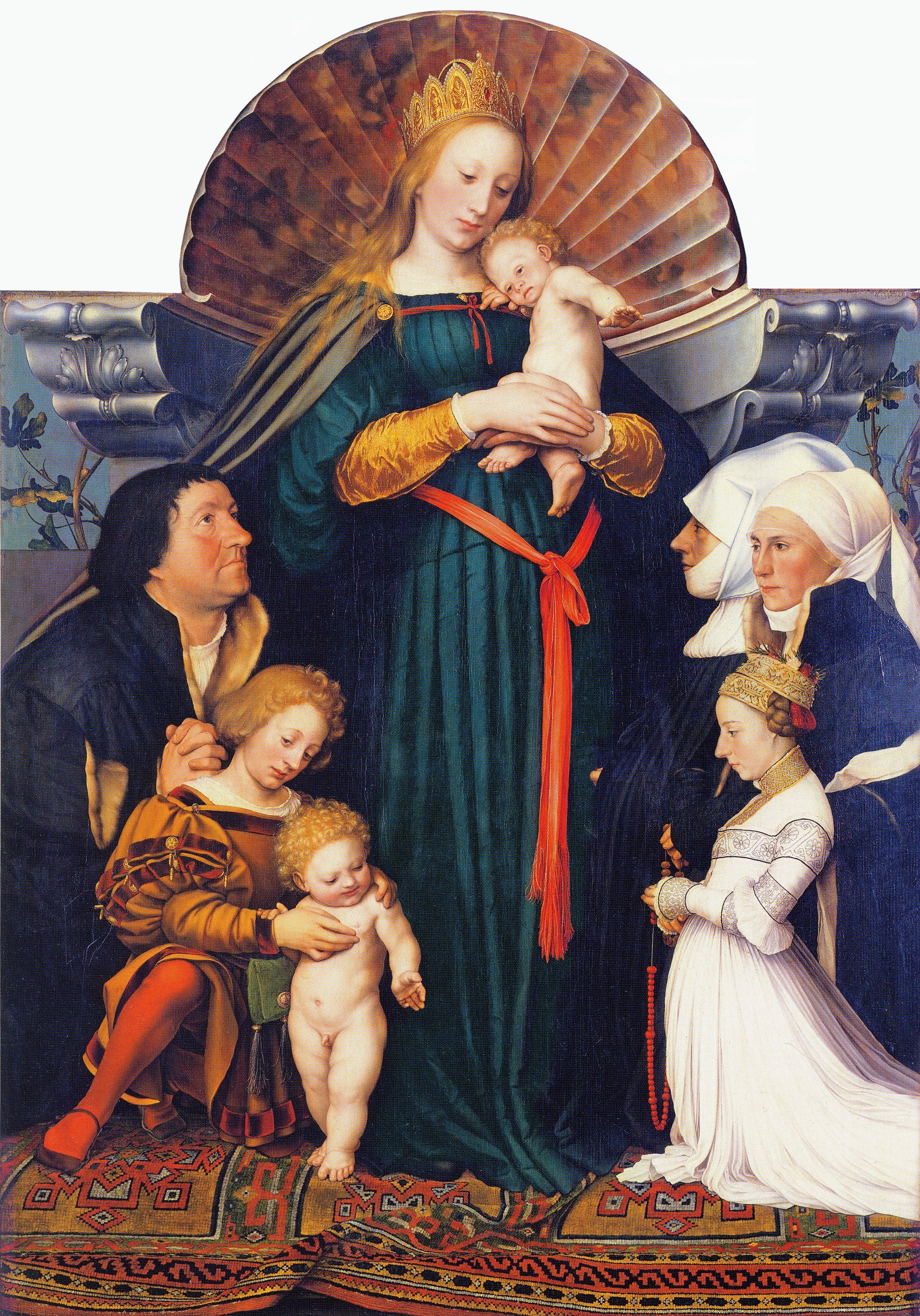
Darmstadtská Madonna, Hans Holbein mladší, 1528

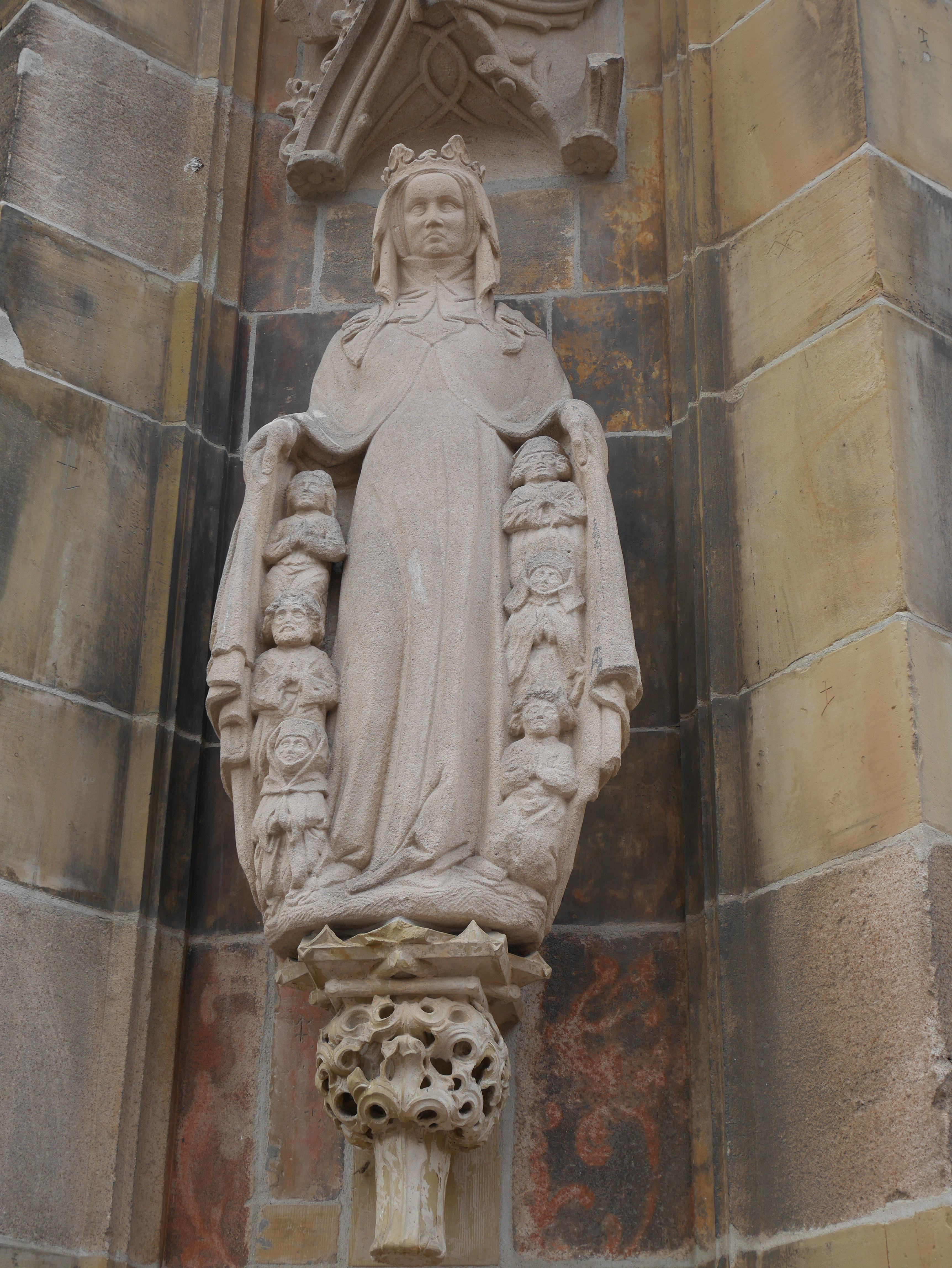
Madona Ochranitelka, portál kostela sv. Kříže, Gmünd
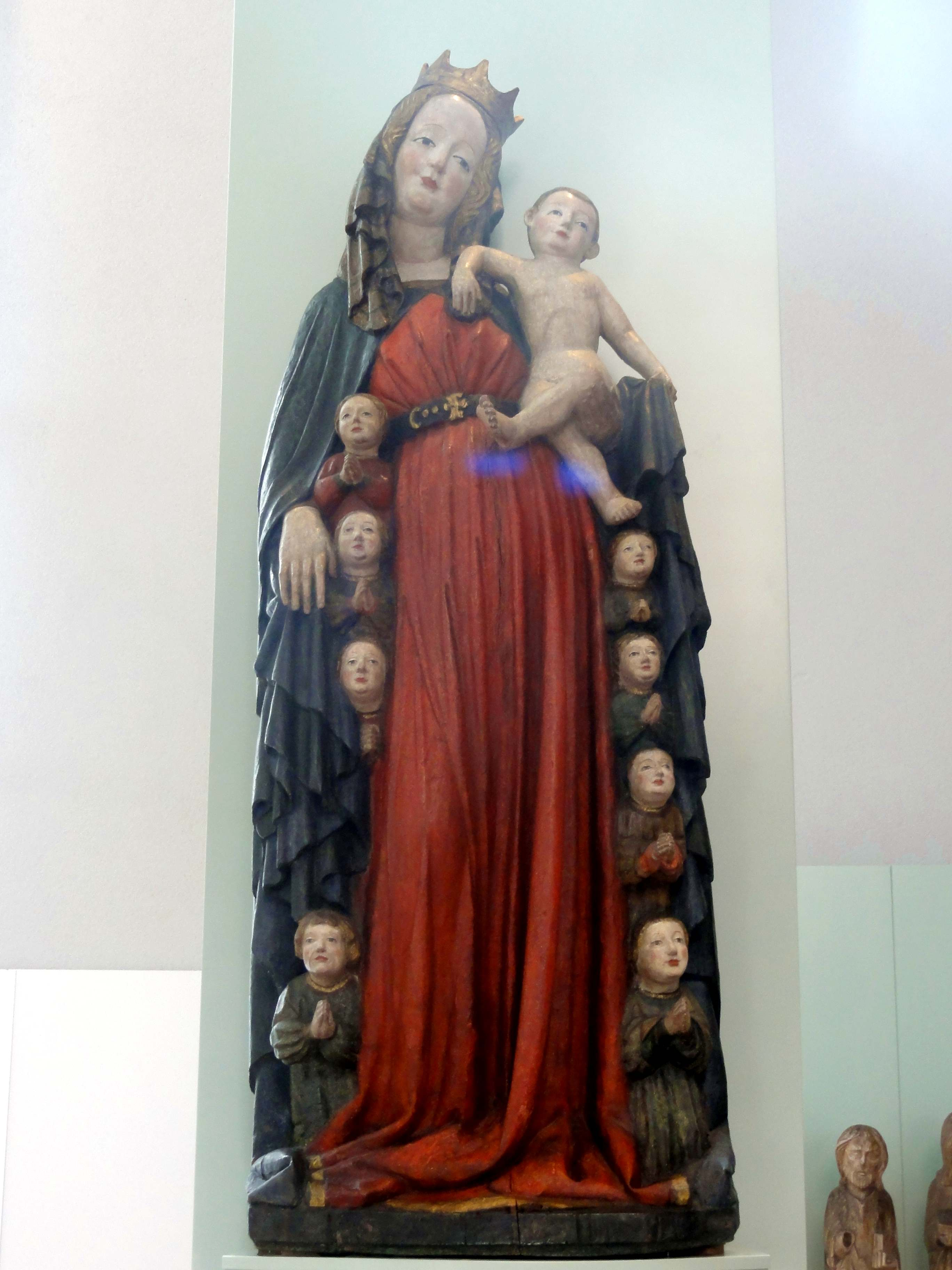
Madona Ochranitelka z Gösslingen, kaple sv. Vavřince, Rottweil, kolem 1430
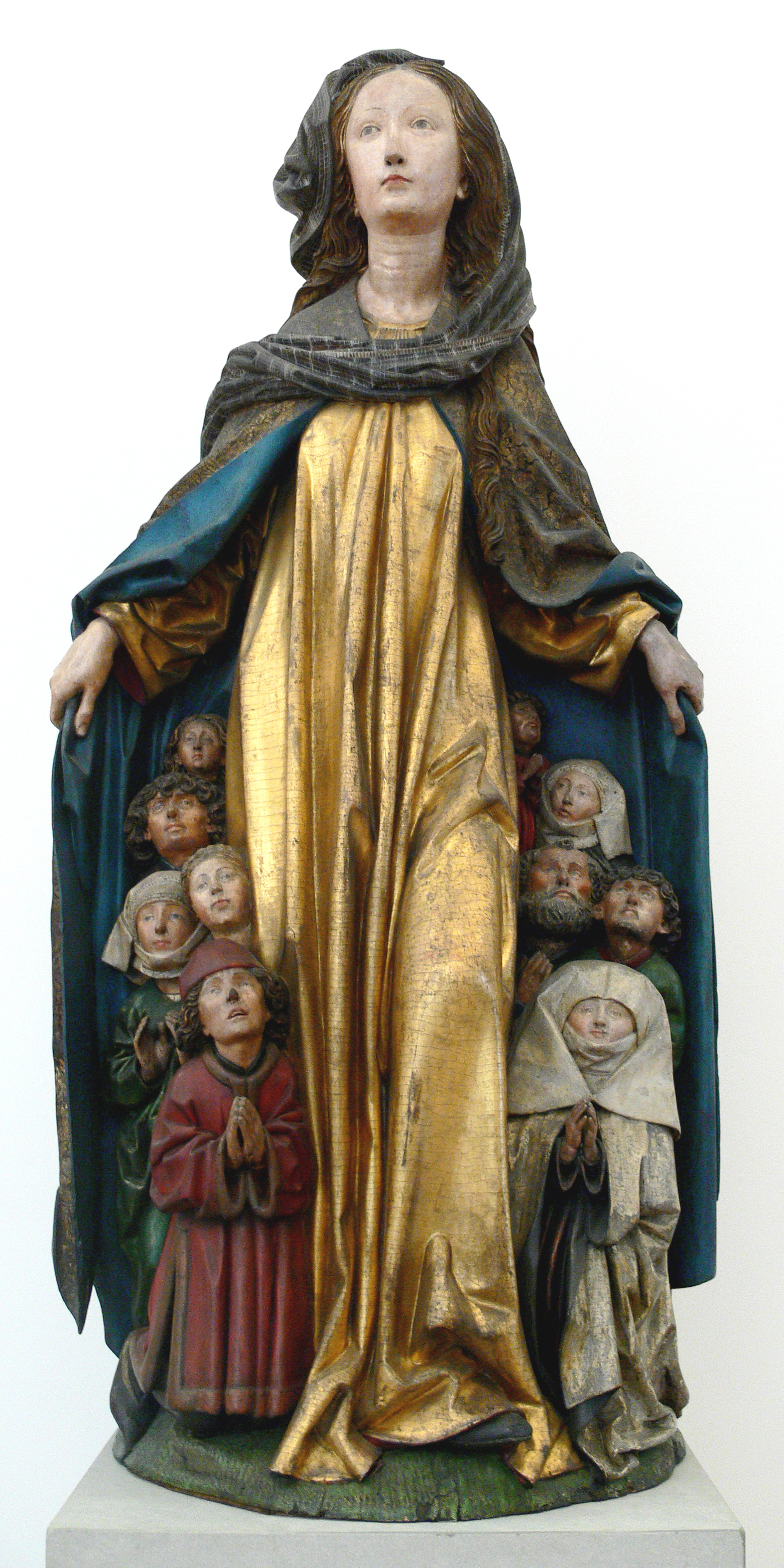
Madona Ochranitelka, Ravensburg, Michel Erhart, 1480
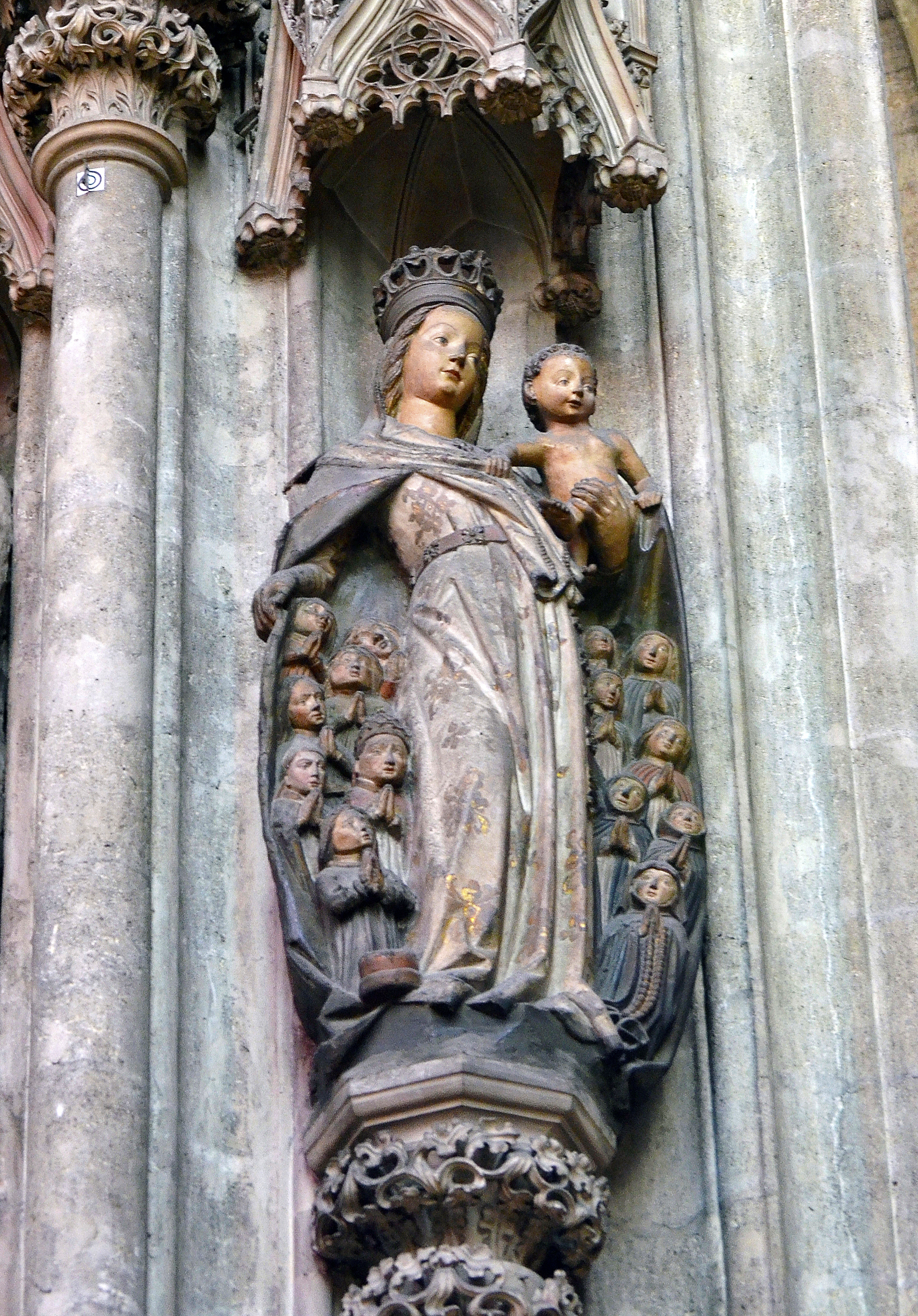
Madona Ochranitelka, katedrála sv. Štěpána, Vídeň, 15. stol.
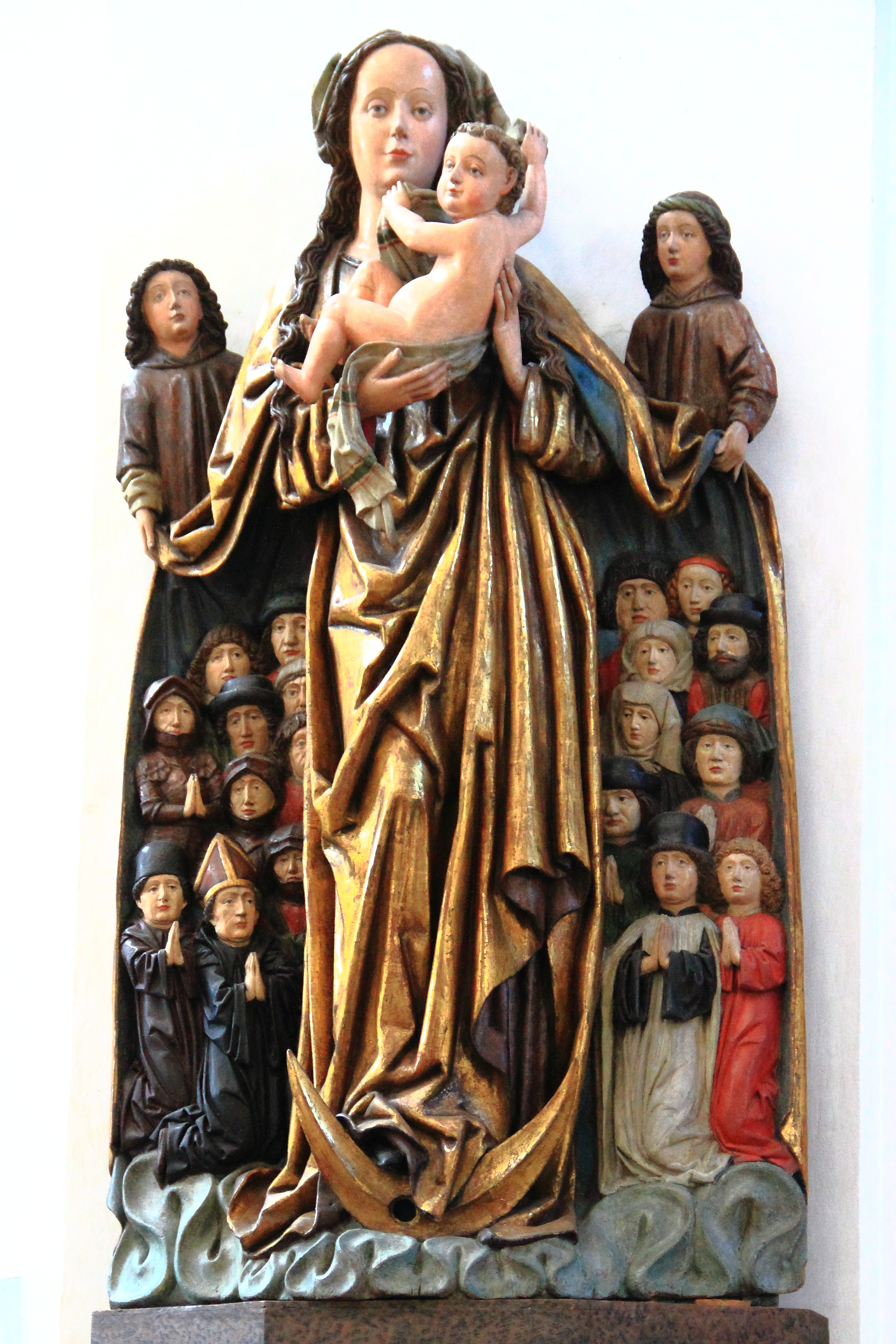
Madona Ochranitelka Fulda, kolem 1500
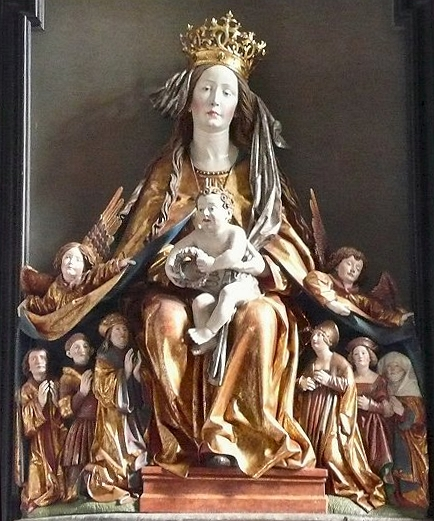
Madona Ochranitelka, Frauenstein, Gregor Erhart, 1510